# Mezcla armónica

La rueda de Camelot (Camelot wheel), usada por los DJs para realizar mezclas armónicas. Para hacer una mezcla armónica, las dos canciones deben tener tonalidades contiguas en esa rueda (arriba, abajo, derecha, izquierda; nunca en diagonal). Por ejemplo: Mi mayor y Re♭ menor. O también, 5 saltos a izquierda o derecha. Por ejemplo: Fa♯ menor y Sol menor. Véase círculo de quintas.

En el DJing, una mezcla armónica o mezcla afinada (del inglés, Harmonic mixing o key mixing, o también mixing in key, «mezclar en tono») es una mezcla continua que realiza el DJ entre dos pistas pregrabadas que con mayor frecuencia están en el mismo tono, tienen una tonalidad relativa, o están en una relación subdominante/dominante entre sí.
El objetivo principal de la mezcla armónica es crear una transición suave entre las canciones. Las canciones en el mismo tono no generan un tono disonante cuando se mezclan. Esta técnica permite a los DJs crear un mashup armonioso y consonante con cualquier género musical.

## Métodos tradicionales
Un método comúnmente conocido de usar la mezcla armónica es detectar la clave raíz de cada archivo de música en la colección de DJ usando un piano. El tono de raíz que se ajusta perfectamente a la pista puede usarse para crear mezclas armónicas con otras pistas en el mismo tono. El tono raíz también se considera compatible con los tonos subdominante, dominante y relativa mayor/menor.
Se ha propuesto una teoría de mezcla armónica más avanzada que explica también los diversos modos (eólico, jónico, lidio, mixolidio, dórico y frigio). Se muestra que estos modos alternativos pueden verse como variaciones de las teclas principales y secundarias tradicionales. La tecla tradicional correspondiente compartirá la misma armadura que el modo, aunque se "sentirá" como si estuviera en una tecla diferente.
Qué notas están en la escala es mucho más importante que el tónico, por lo que se pueden convertir a un modo, como menor. Por ejemplo, las escalas de Fa lidio (F) y Si locrio (B) contienen las mismas notas que La menor (Am), por lo que deberían ser compatibles, y un poco menos con Re menor (Dm) y Mi menor (Em).